# Ghost Pub
Pour plus de détails, voir Fiche technique et Distribution.
Ghost Pub (居酒屋ゆうれい, Izakaya yūrei) est une comédie dramatique japonaise réalisée par Takayoshi Watanabe (ja) et sortie en 1994.

## Synopsis
Une nuit, Sotaro, propriétaire d'un pub, soigne, Shizuko, sa femme malade, Shizuko, qui lui demande de promettre que si elle meurt, il ne se remariera jamais. Il le lui promet et lui dit d'aller dormir. Mais quand il se réveille le lendemain matin, Shizuko est morte. 
Sotaro tient sa promesse, jusqu'au jour où il rencontre Satoko. Tous deux tombent rapidement amoureux et décident de se marier. Leur première est interrompue par Shizuko, qui est en colère contre la promesse non tenue de son mari. Sotaro et Satoko doivent trouver un moyen d'apaiser l'esprit qu'il ne les chasse de chez eux.

## Fiche technique
- Titre : Ghost Pub
- Titre original : 居酒屋ゆうれい (Izakaya yūrei?)
- Réalisation : Takayoshi Watanabe (ja)
- Scénario : Yōzō Tanaka, d'après un roman de Masayo Yamamoto (ja)
- Photographie : Jun'ichi Fujisawa (ja)
- Musique : Shigeru Umebayashi
- Décors : Hisao Inagaki
- Montage : Akira Suzuki (ja)
- Pays d'origine :  Japon
- Langue originale : japonais
- Format : couleur — 1,85:1 — 35 mm
- Genres : comédie dramatique ; film fantastique
- Durée : 110 minutes[1] (métrage : 2 939 m[1])
- Date de sortie : 
  - Japon : 29 octobre 1994[1]

## Distribution
- Ken'ichi Hagiwara : Sotaro
- Tomoko Yamaguchi : Satoko
- Shigeru Muroi (ja) : Shizuko
- Yūji Miyake (ja) : Tatsuo
- Hidetoshi Nishijima : Koichi
- Nobuo Yana (ja) : le poissonnier
- Isao Hashizume : Sakumon
- Kotono Shibuya (ja) : Rie
- Etsushi Toyokawa : Sugimoto Nobuya
- Isao Bitō (ja) : Toyozo
- Kazue Tsunogae (ja) : Chizuru
- Kimiko Yo : Kasumi
- Takeru Higa (ja) : Yoku
- Moeko Ezawa (ja) : la mère de Satoko
- Makoto Ōtake (ja) : propriétaire du magasin d'antiquités
- Atsushi Fukazawa (ja)
- Kaei Okina (ja)

## Distinctions

### Récompenses
- 19e Hōchi Film Awards (1994) : 
  - Meilleur acteur : Ken'ichi Hagiwara
  - Meilleure actrice dans un second rôle : Shigeru Muroi
  - Meilleur débutant : Tomoko Yamaguchi
- Japan Academy Prize 1995 : meilleure actrice dans un second rôle : Shigeru Muroi